# Michael Palmer
Michael Palmer, född 11 maj 1943 på Manhattan, New York, är en amerikansk poet och översättare.